# Manor Kunstpreis
Der Manor Kunstpreis ist ein Preis im Bereich der Bildenden Kunst ohne Möglichkeit der Eigenbewerbung, der von der Schweizer Warenhauskette Manor alle zwei Jahre in Zusammenarbeit mit Kunstmuseen in 12 Städten vergeben wird. Es sollen junge, noch wenig bekannte Kunstschaffende aus der Schweiz gefördert und deren Arbeiten einer breiteren Öffentlichkeit vorgestellt werden.

## Geschichte und Bedeutung
Aus Anlass der Wiedereröffnung des renovierten Nordmann-Warenhauses in Luzern begründete Philippe Nordmann den Kunstpreis. Im Lauf der Zeit sind immer mehr Städte dazugekommen, zuletzt Lugano im Jahr 2005, Sion 2007 und Biel 2009. Während bis 1990 der Preis jährlich verliehen wurde, erfolgt die Vergabe seit 1991 bis heute nur noch alle zwei Jahre. Dabei vergeben einige Städte den Preis in geraden, manche in ungeraden Jahren. Da einzelne Orte ab und zu auch ein Jahr auslassen, ergeben sich allerdings Verschiebungen.
In der Schweiz geniesst der Preis einen guten Ruf, was unter anderem darauf zurückzuführen ist, dass von einer kommerziellen Verwertung des Preises vollständig abgesehen wird. Für einige Künstler hat der Preis auch zum internationalen Durchbruch beigetragen.

## Preis
- 15'000 Schweizer Franken
- Erwerb eines Werkes durch Manor
- Ausstellung im entsprechenden Kunstmuseum, inklusive Vernissage und Aperitif
- Ausstellungskatalog

## Teilnahmebedingungen
Die Teilnehmer, die aus allen Bereichen der Bildenden Kunst stammen können, werden von den Museumsdirektoren und -direktorinnen der entsprechenden Region ausgewählt. Die Kandidaten müssen bereits in einem Bereich der Bildenden Künste tätig sein, dürfen nicht älter als 40 Jahre sein und müssen aus dem entsprechenden Kanton stammen oder seit mindestens 5 Jahren dort ansässig sein.
Das Entscheidungsgremium setzt sich aus einem mehr als 40 Jahre alten Künstler, einem lokalen Kunstexperten (aus Stadt oder Kanton), einem Kunsthistoriker und zwei Repräsentanten des Unternehmens Manor zusammen.

## Beteiligte Städte
| Stadt        | Kanton       | seit | Museum                                     |
| Aarau        | Aargau       | 1989 | Aargauer Kunsthaus                         |
| Basel        | Basel-Stadt  | 1987 | Kunstmuseum Basel                          |
| Biel         | Bern         | 2009 | CentrePasquArt                             |
| Chur         | Graubünden   | 1990 | Bündner Kunstmuseum                        |
| Genf         | Genf         | 1987 | Musée d’art moderne et contemporain (Genf) |
| Lausanne     | Waadt        | 1989 | Musée de l’Elysée1                         |
| Lugano       | Tessin       | 2005 | Museo Cantonale d’Arte                     |
| Luzern       | Luzern       | 1982 | Kunstmuseum Luzern                         |
| Schaffhausen | Schaffhausen | 1987 | Museum zu Allerheiligen                    |
| Sitten       | Wallis       | 2007 | Musée cantonal des Beaux-Arts              |
| St. Gallen   | St. Gallen   | 1990 | Kunstmuseum St. Gallen                     |
| Winterthur   | Zürich       | 1999 | Kunstmuseum Winterthur                     |

1 In Lausanne besteht eine Rotation zwischen den drei Museen Ecole Cantonale d'Art de Lausanne, Musée cantonal des beaux-arts de Lausanne und dem Musée de l'Elysée

## Bekannte Preisträger
- Silvia Bächli, Aarau 1990
- Stefan Banz, Luzern 2000
- Christoph Büchel, St. Gallen 2000
- Marie José Burki, Genf 1993
- Luciano Castelli, Luzern 1984
- Hans Danuser, Chur 1992
- Robert Estermann, Luzern 2007
- Pia Fries, Luzern 1992
- Britta Huttenlocher, Winterthur 1999
- Ines Kargel und Fabian Heuhaus, Schaffhausen 2006
- Fabian Marti, Zürich 2011
- Elisabeth Masé, Basel 1992
- Alexandra Maurer, St. Gallen 2010
- Yves Mettler, St. Gallen 2005
- Yves Netzhammer, Schaffhausen 1998
- Karim Noureldin, Winterthur 2004
- Pipilotti Rist, St. Gallen 1994
- Giacomo Santiago Rogado, Luzern 2009
- Christoph Rütimann, Luzern 1990
- Andro Wekua, Zürich 2006
- Rolf Winnewisser, Luzern 1989
- Beat Zoderer, Aarau 1994